# Dubînkî, Mostîska
Dubînkî (în ucraineană Дубинки) este un sat în comuna Malniv din raionul Mostîska, regiunea Liov, Ucraina.

## Demografie
Componența lingvistică a localității Dubînkî
     Ucraineană (100%)
Conform recensământului din 2001, toată populația localității Dubînkî era vorbitoare de ucraineană (100%).